# Beeksalamanders (Euproctus)
Beeksalamanders (Euproctus) zijn een geslacht van salamanders uit de familie echte salamanders (Salamandridae).
De groep werd voor het eerst wetenschappelijk beschreven door Giuseppe Gené in 1838. De verschillende soorten worden ook wel Europese bergsalamanders genoemd.
Er zijn twee soorten die voorkomen op Corsica (Corsicaanse beeksalamander) en op Sardinië (Sardijnse beeksalamander). De pyreneeënbeeksalamander (Calotriton asper) behoorde vroeger ook tot deze groep.

## Soorten
Geslacht Euproctus
- Soort Euproctus montanus – Corsicaanse beeksalamander
- Soort Euproctus platycephalus – Sardijnse beeksalamander